# 브라이언 스미스

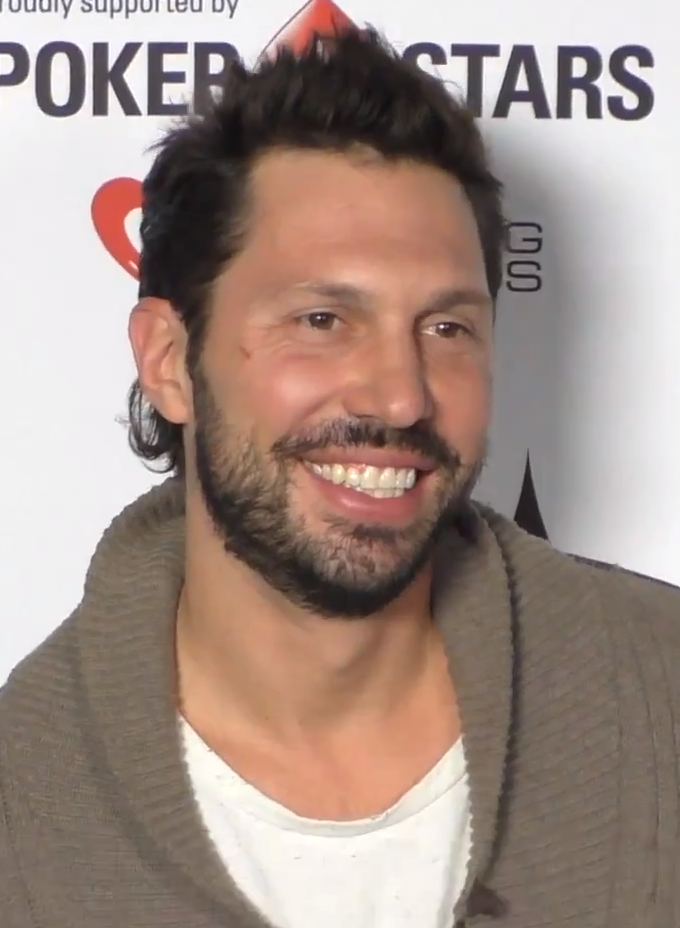

브라이언 스미스(Brian Thomas Smith, 1977년 5월 13일 ~ )는 미국의 배우, 영화배우, 텔레비전 배우, 영화 프로듀서이다.
세인트루이스에서 태어났다.

## 영화
- 베이비스플리터 (2018년)
- 빅 머디 (2017년)
- 머니 게임 - 월스트리트 (2017년)
- 더 웨딩 파티 (2016년)
- 리썰 시덕션 (2015년)
- 헐리우드 어드벤쳐 (2015년)
- 대니 콜린스 (2015년) - 저드 역
- 캐주얼 (2013년)
- 콘크리트 블론즈 (2013년) - 칼 역
- 루시 인 더 스카이 위드 다이아몬드 (2012년) - 브라이언 역
- 올 아메리칸 좀비 드럭스 (2010년) - 바비 역
- 빅 뱅 이론 4 (2010년) - 잭 역
- 노 플레이스 라이크 홈 (2008년) - 매트 역
- 빅 뱅 이론 1 (2007년)
- 어메이징 레이스 시즌1 (2001년) - 본인 역